# Christian Rode
Christian Rode (20 de julio de 1936 - 15 de febrero de 2018) fue un actor de nacionalidad alemana.

## Biografía
Nacido en Hamburgo, Alemania, su padre era el pintor Heinrich Rode (1905–1983), y su tío el Pastor Waldemar Rode. Fue descubierto para el teatro, completando su educación en la escuela de actuación del Deutschen Theaters, donde debutó en 1956. Posteriormente tuvo numerosos compromisos interpretativos en Darmstadt, Stuttgart, Berlín y Fráncfort del Meno.
Desde mediados de los años 1960 trabajó también para el cine y la televisión. El políglota Rode actuó en algunas producciones internacionales, como el film de René Clément ¿Arde París? (con Jean-Paul Belmondo), Odessa (con Jon Voight) o Indomptable Angélique (como el Duque de Vivonne, junto a Michèle Mercier). Además, Rode actuó en la comedia Nessie – das verrückteste Monster der Welt, en la serie televisiva Es muß nicht immer Kaviar sein (con Siegfried Rauch), la miniserie Fabrik der Offiziere, siendo actor invitado en series como Direktion City, Detektivbüro Roth y Die Wicherts von nebenan. Otra de sus actuaciones, en la segunda parte del film de Harald Reinl Die Nibelungen, fue como el personaje Dietrich von Bern.
A partir del año 1966 Christian Rode trabajó de manera extensa como actor de voz, participando en más de 600 doblajes. Así, prestó su voz a actores como Michael Caine, David Carradine, Rock Hudson, Jeremy Irons, Derek Jacobi, DeForest Kelley, Christopher Lee, Peter O’Toole, Anthony Perkins, Michel Piccoli, Christopher Plummer, Vincent Price, Omar Sharif, Ray Milland o Paul Henreid. También fue el sucesor de Wolfgang Kieling, la voz alemana de Blas en Sesame Street. También, y a causa de la muerte de Edgar Ott, fue la voz del personaje titular en 20 episodios de la serie televisiva Kojak.
A mediados de los años 1950, Christian Rode trabajó como actor en diferentes producciones radiofónicas de Alemania Occidental. En la serie Masters of the Universe fue Beast Man. En la serie Die drei Fragezeichen participó en los episodios Die singende Schlange, Der magische Kreis, Der Super-Wal, Pfad der Angst y Der schreiende Nebel, y en otra serie, TKKG, en el episodio Entführung in der Mondscheingasse dio voz a Gus Uckmann. También trabajó en las series radiofónicas Gabriel Burns, Sherlock-Holmes-Medien, Dreamland Grusel, Burg Frankenstein y, desde octubre de 2007, Tony Ballard.
A partir de 2007, Christian Rode enseñó locución junto a su colega Carmen Molinar con el fin de promover jóvenes talentos, llamándose su escuela a partir de abril de 2014 Christian Rode Sprecherschule. El actor falleció en Berlín repentinamente el 15 de febrero de 2018.

## Filmografía (selección)
- 1960 : Faust
- 1961 : Ein Augenzeuge (telefilm)
- 1966 : Sperrbezirk
- 1966 : ¿Arde París?
- 1966 : Winnetou und sein Freund Old Firehand
- 1967 : Die Nibelungen
- 1967 : Kommissar X – Drei grüne Hunde
- 1967 : Indomptable Angélique
- 1968 : Angélique et le sultan
- 1968 : Das Kriminalmuseum (serie TV), episodio Die Reifenspur
- 1968 : Der Reformator (telefilm)
- 1974 : Odessa
- 1977 : Es muß nicht immer Kaviar sein (serie TV), 4 episodios
- 1980 : Die Paulskirche (telefilm)
- 1984 : Tatort (serie TV), episodio Rubecks Traum
- 1985 : Nessie – das verrückteste Monster der Welt
- 1989 : Fabrik der Offiziere (miniserie TV)

## Actor de voz
Christian Rode fue actor de voz, doblando a lo largo de su carrera a actores como Ian Bannen, Patrick Bauchau, Barry Bostwick, Donald Burton, Michael Caine, David Carradine, Robert Culp, Fred Dalton Thompson, Charles Dance, Hector Elizondo, Chad Everett, Dennis Farina, James Faulkner, Peter Finch, Albert Finney, Peter Firth, Colin Fox, Henri Garcin, Gerrit Graham, Peter Graves, Gary Grubbs, Paul Guers, Paul Henreid, James Karen, DeForest Kelley, Fernando Lamas, Martin Landau, Frank Langella, Christopher Lee, R. Lee Ermey, Jim McMullan, Alberto de Mendoza, Michael Murphy, Craig T. Nelson, James Olson, Walter Pidgeon, Christopher Plummer, Cliff Robertson, Roy Scheider, Stephen Stanton, Patrick Stewart, Jack Taylor, Pierre Vernier, John Vernon, J. T. Walsh o Scott Wilson.

## Audiolibros
- Jules Barbey d’Aurevilly: Diabolische Geschichten. Con Volker Hanisch y Bernt Hahn; mOceanOTonVerlag (2007), Vertrieb: Grosser + Stein, ISBN 978-3-86735-215-4.
- Johann Karl August Musäus: Legenden von Rübezahl. Ungekürzt – 2 CDs / 125 Minutos, ISBN 978-3-87024-087-5 (Argon).

## Radio
- 1964 : Otto Heinrich Kühner: Die Übungspatrone, dirección de Otto Kurth (Saarländischer Rundfunk/Bayerischer Rundfunk)
- 1984 : Michael Koser: Professor van Dusen und der Schatz des Maharadschas, dirección de Rainer Klute (RIAS Berlín)
- 1988 : Johannes Müller: Das Klingeln an der Wohnungstür, dirección de Werner Klein (Sender Freies Berlin)
- Voz de Sherlock Holmes en la emisión de la casa Maritim, y en la serie Die neuen Fälle, del sello Romantruhe
- Serie Die Playmos (episodios 3, 15 y 17).
- Emisión  Weltraumpartisanen
- Serie Die Letzten Helden
- Serie Vampira